# Marta Tomac
Marta Tomac (* 20. September 1990 in Trondheim, Norwegen) ist eine kroatisch-norwegische Handballspielerin, die dem Kader der norwegischen Nationalmannschaft angehört.

## Karriere
Marta Tomac spielte anfangs für Utleira. Ab 2006 lief die Rückraumspielerin für Selbu IL auf. Nachdem Tomac in der Saison 2009/10 mit 143 Treffern den zweiten Platz in der Torschützenliste der Eliteserien belegt hatte, nahm sie der dänische Erstligist SK Aarhus unter Vertrag. Ein Jahr später schloss sie sich dem norwegischen Erstligisten Byåsen IL an. Im Sommer 2015 wechselte sie zum Ligakonkurrenten Vipers Kristiansand. Mit den Vipers gewann sie 2018, 2019, 2020, 2021 und 2022 die norwegische Meisterschaft, 2021 und 2022 die EHF Champions League sowie 2017, 2018, 2019, 2020 und 2021 die Norgesmesterskap, den norwegischen Pokalwettbewerb. Weiterhin stand sie 2018 im Finale des EHF-Pokals. Ab dem Sommer 2022 pausierte sie schwangerschaftsbedingt. In der Spielzeit 2023/24 gewann sie sowohl die norwegische Meisterschaft als auch den norwegischen Pokal. Seit dem Insolvenzantrag der Vipers im Januar 2025 ist sie vereinslos.
Tomac spielte ab ihrem 12. Lebensjahr für kroatische Auswahlmannschaften. Für Kroatien lief sie bei der U-17-Europameisterschaft 2007 und bei der U-20-Weltmeisterschaft 2010 auf. Weiterhin bestritt sie 11 Länderspiele für die kroatische A-Nationalmannschaft. Nachdem Tomac später die norwegische Staatsbürgerschaft annahm, bestritt sie am 26. November 2015 ihr Debüt für die norwegische Nationalmannschaft. Im selben Jahr nahm Tomac an der Weltmeisterschaft teil, bei der sie die Goldmedaille gewann. Im Turnierverlauf erzielte sie 10 Treffer. Ein Jahr später gewann sie bei der Europameisterschaft eine weitere Goldmedaille. Weiterhin belegte sie den fünften Platz bei der Europameisterschaft 2018. Bei der Europameisterschaft 2020 gewann sie erstmals den EM-Titel. Tomac gehörte lediglich beim letzten Hauptrundenspiel gegen Ungarn dem norwegischen Kader an. Mit der norwegischen Auswahl gewann sie die Bronzemedaille bei den Olympischen Spielen in Tokio. Tomac erzielte im Turnierverlauf insgesamt drei Treffer.

## Sonstiges
Ihr Vater Željko Tomac ist ein kroatischer Handballtrainer, der 1986 mit seiner Frau nach Norwegen zog. Ihre Schwester Teodora Tomac spielt ebenfalls Handball in der höchsten norwegischen Spielklasse.